# Diplodok
Diplodok (znanstveno ime Diplodocus) je rod diplodokoidnih zavropodnih dinozavrov, katerih fosile je odkril že leta 1877 S. W. Williston. Ime samo je skoval Othniel Charles Marsh leta 1878, in je neolatinski pojem, ki izhaja iz stare grščine διπλόος (diploos) "dvojen" in δοκός (dokos) "steber".
Živel je na območju, ki je sedaj Severna Amerika ob koncu jure. Diplodok je eden najbolj pogostih dinozavrskih fosilov v zgornji Morrisonovi formaciji, v nizu nizkih morskih in aluvialnih sedimentov, ki so se naložili pred 150 do 147  milijoni let pr. n. št. Morrisonova formacija beleži okolje in čas, ko so dominirali gigantski zavropodi, kot so bili Camarasaurus, Barosaurus, Apatosaurus in Brachiosaurus.
Diplodok je eden izmed najbolj prepoznavnih dinozavrov, s klasično dinozavrsko obliko, dolgim vratom in repom in štirimi močnimi nogami. Veliko let je veljal za najdaljšega poznanega dinozavra. Njegova enormna velikost je morda bila zastraševalna za predatorje, kot so bili Allosaurus in Ceratosaurus: njuni ostanki so bili najdeni v isti plasti, kar sugerira, da so živeli v isti dobi kot diplodok.

## Opis
Eden najbolj znanih zavropodov, Diplodok je bila velika dolgovrata žival z dolgim, biču podobnim repom. Sprednje okončine so bile rahlo krajše kot zadnje, kar se je odražalo v vodoravni drži. Takšna dolgovrata, dolgorepa žival s štirimi močnimi nogami je bila primerjana z visečim mostom. V resnici je Diplodok najdaljši dinozaver, poznan iz kompletnega okostja. Delni ostanki D. halloruma so podaljšali ocenjeno dolžino, čeprav ne za toliko, kot se je prvotno mislilo, ko je bil prvič opisan leta 1991. Odkritelj David Gillete je ocenil njegovo dolžino do 54 m, kar ga je naredilo najdaljšega dinozavra, ne upoštevaje tistih, katerih so ohranjeni samo borni ostanki, kot je Amphicoelias. Nekateri izračuni teže segajo celo do 113 ton, čeprav naj bi ta teža bila prevelika in naj bi dosegali le 50 ton.